# Pat Jennings
Patrick Anthony „Pat“ Jennings, CBE (* 12. Juni 1945 in Newry, County Down) ist ein ehemaliger nordirischer Fußballspieler. Er gilt als einer der besten Torhüter aller Zeiten.
Jennings hat in seiner Karriere über 1000 Spiele für Vereine und die Nationalmannschaft bestritten. Im FA-Community-Shield-Finale 1967 gelang ihm sogar ein Tor, als ein Abschlag den Weg ins Tor von Alex Stepney, dem Torhüter von Manchester United, fand.

## Vereinskarriere
Jennings begann seine Karriere in seinem Heimatort bei Newry Town mit 16 Jahren. In England wurde man auf ihn aufmerksam und der Drittligist FC Watford verpflichtete ihn 1963. Da er als 18-Jähriger kein Ligaspiel verpasste, wurde man nun auch in höheren Ligen auf ihn aufmerksam und Tottenham Hotspur bezahlte 27.000 £ Ablösesumme am Ende der Saison.
Jennings blieb 13 Jahre an der White Hart Lane und lief 472 Mal für die Spurs auf. Mit dem Verein war er in mehreren Wettbewerben erfolgreich, so gewann man 1967 den FA Cup, 1971 und 1973 den League Cup und 1972 gelang der Sieg im UEFA-Pokal. 1973 wählte ihn die Football Writers’ Association zum Fußballer des Jahres, 1976 zeichnete die Professional Footballers’ Association ihn mit diesem Titel aus. Zudem sorgte Jennings im Charity Shield 1967 gegen Manchester United für ein Kuriosum, als er mit einem Abschlag aus 102 Metern den gegnerischen Keeper Alex Stepney überwand.
Im August 1977 wechselte Jennings zum Erzrivalen FC Arsenal. Dort absolvierte er 237 Ligaspiele und führte den Verein 1978 bis 1980 dreimal in Folge ins Finale des FA Cups. Allerdings gelang nur 1979 der Pokalgewinn, als man Manchester United mit 3:2 besiegte.
1986 kehrte Jennings zu den Spurs zurück und wurde dort nach Beendigung seiner Karriere Torwarttrainer.

## International
Am 15. April 1964 stand der damals 18-jährige Jennings erstmals im Tor der nordirischen Fußballnationalmannschaft, als man gegen Wales 3:2 gewann. Bis zu seinem letzten Spiel am 12. Juni 1986, seinem 41. Geburtstag, bei der Fußball-Weltmeisterschaft 1986, einem 0:3 gegen Brasilien, bestritt Jennings 119 Länderspiele. Zwischen seinem ersten und letzten Spiel lagen 22 Jahre und 58 Tage. Kein anderer männlicher Fußballspieler spielte so lange für seine Nationalmannschaft. Bei seinem letzten Spiel war er der zu der Zeit älteste WM-Teilnehmer (1994 von Roger Milla übertroffen). Vom 23. April 1986 bis 16. Juni 1990 war er europäischer Rekordhalter und wurde dann von Peter Shilton abgelöst. Am 8. Oktober 2020 wurde er von Steven Davis auch als nordirischer Rekordnationalspieler abgelöst.

## Privates
Jennings Sohn, der ebenfalls Pat heißt, war auch Fußballspieler. Er spielte für St Patrick’s Athletic in der League of Ireland und konnte u. a. mit Derry City 2006 den Ligapokal gewinnen.